# CyberSanté Ontario
CyberSanté Ontario est un programme de l'Ontario destiné à informatiser les dossiers médicaux des patients ontariens. Fondé en septembre 2008, il disposait de 7 ans pour ce faire. Il a été frappé par un scandale financier en 2009, scandale qui a entraîné la démission de sa directrice, puis celle du ministre de la santé de l'Ontario, David Caplan (en). En 2019, CyberSanté Ontario a été absorbé par Ontario Santé (en).

## Histoire
En lien avec ses activités, l'agence est au centre d'un scandale politico-financier mis en lumière en octobre 2009. Plusieurs centaines de millions de CAD auraient été dépensés « en vain ». Des agences responsables du programme « ont attribué des contrats sans appel d'offres ». En octobre 2009, ce scandale a coûté son poste au ministre de la santé de l'Ontario David Caplan (en).